# 维尔登什泰因
维尔登什泰因（法語：Wildenstein，法語發音：[vildənʃtain] ⓘ）是法国上莱茵省的一个市镇，属于坦恩-盖布维莱尔区。

## 地名
由于语源问题，该地名“Wildenstein”拼读方式不符合法语正字法，其标准发音为[vildənʃtain]，根据实际发音其应译作“维尔登什泰因”，《世界地名翻译大辞典》与《世界地名译名词典》将其纯按法汉译音表误译作“维尔当斯坦”。

## 地理
维尔登什泰因（47°58'38"N, 6°57'39"E）面积9.86 平方千米，位于法国大東部大區上莱茵省，该省份为法国东部内陆省份，是阿尔萨斯的一部分，今与下莱茵省组成了阿尔萨斯欧洲集体，其北临下莱茵省，西接孚日省，西南接贝尔福地区省，东侧沿莱茵河与德国相望，南与瑞士接壤。
与维尔登什泰因接壤的市镇（或旧市镇、城区）包括：梅泽拉尔、克吕特、拉布雷斯、科尔尼蒙。
维尔登什泰因的时区为UTC+01:00、UTC+02:00（夏令时）。

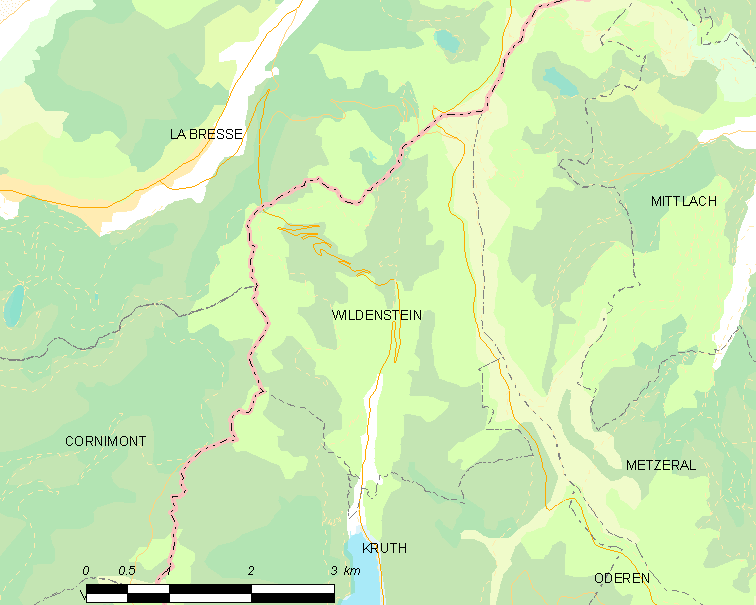
维尔登什泰因的OSM定位图

## 行政
维尔登什泰因的邮政编码为68820，INSEE市镇编码为68370。

## 政治
维尔登什泰因所属的省级选区为塞尔奈县。

## 人口

1962-2008年间维尔登什泰因人口变化图示

维尔登什泰因于2022年1月1日时的人口数量为157人。